# Sanguesa (geslacht)
Sanguesa is een geslacht van vlinders van de familie snuitmotten (Pyralidae).

## Soorten
- S. cosmiana Walker, 1863
- S. dilatatana Walker, 1863